# Net metering

Le net metering (comptage net ou facturation nette ou compensation) est un service accordé par un fournisseur d'électricité à un consommateur, lui permettant de compenser partiellement sa consommation d'électricité facturée par la production d'une installation qu'il exploite sur son site de consommation. De façon plus générale, il consiste à mesurer et facturer soit la consommation nette, soit la production nette d'électricité des consommateurs dotés de petites installations de production (photovoltaïques dans le cas le plus fréquent), en permettant au compteur de ces consommateurs de tourner à l'envers lorsque leur production dépasse leur consommation, ou encore en utilisant deux compteurs, l'un enregistrant la production, l'autre la consommation, et en effectuant la soustraction sur la facture.
Ce système a pour objectif de soutenir le développement des énergies renouvelables en favorisant leur autoconsommation (consommation directe par le producteur), ce qui peut contribuer à atténuer les effets de l'intermittence de ces énergies. Il n'est avantageux pour le consommateur/producteur que lorsque la parité réseau est atteinte, c'est-à-dire lorsque le tarif d'achat par le fournisseur d'électricité de l'énergie produite sur place devient inférieur au prix de vente du distributeur.
Le net metering a cependant plusieurs inconvénients qui ont fortement limité son développement : il cause des pertes de recettes au fournisseur d'électricité (sauf si la compensation consommation-production est effectuée heure par heure, ce qui nécessite un compteur électronique) ainsi que pour l'opérateur du réseau de distribution et pour le fisc. Ces inconvénients ont été compensés dans certains pays par des redevances ou des taxes spécifiques.

## Définition
Lorsqu'un consommateur d'électricité est équipé d'un moyen de production d'électricité, photovoltaïque dans le cas le plus fréquent, il consomme directement tout ou partie de sa production ; cette autoconsommation peut être envisagée de deux façons différentes :
- du point de vue du flux électrique : l’électricité va au point de consommation le plus proche ; elle est donc prioritairement consommée sur le lieu de production. Lorsque le producteur produit et consomme en même temps, c’est son électricité qu’il consomme, qu’elle soit injectée ou non sur le réseau public ; même s’il vend contractuellement la totalité de sa production à son fournisseur d'électricité, le producteur va consommer une partie de l’énergie qu’il a produite ;
- du point de vue du flux financier : on peut parler d’autoconsommation lorsque l’électricité produite est consommée par le producteur, sans vente d’électricité ; il s’agit alors également d’autoconsommation du point de vue du flux électrique ; on peut également parler d’autoconsommation lorsque l’électricité produite permet de compenser financièrement une électricité consommée antérieurement ; dans ce cas, il ne s’agit pas d’autoconsommation d’un point de vue du flux électrique[1]. Le net metering se situe dans cette deuxième optique.

Quelle que soit l’option de raccordement choisie, le producteur autoconsomme la même portion d’électricité produite par le photovoltaïque, sauf s’il met en place des systèmes de stockage ou des systèmes permettant d’adapter la consommation aux périodes de production d’électricité solaire. On estime que 20 à 30% (pour des installations résidentielles sans dispositif de stockage) de la production est ainsi autoconsommée, du point de vue du flux électrique.
Dans le cadre d'un contrat de net metering, le consommateur peut utiliser sa production locale pour compenser sa consommation, sur toute la durée de la période de facturation du distributeur, et non pas au moment où il consomme. Il utilise ainsi le réseau du distributeur comme un dispositif de stockage dans lequel il met en réserve l'électricité qu'il a produite en excès de sa consommation instantanée, de façon à l'utiliser lorsqu'il en a besoin. Cela lui évite d'avoir à déplacer sa consommation lors des périodes de production de son installation, ou à acquérir des équipements de stockage d'électricité (batteries, etc). Par ailleurs, le net metering incite les consommateurs à limiter la taille de leur installation de production afin qu'elle ne dépasse pas leur consommation.

## Avantages
Le net metering simplifie le comptage et la facturation, surtout dans la configuration à un seul compteur qui « tourne à l'envers ».
Il favorise le développement de l'autoconsommation :
- en incitant le producteur à optimiser la taille de son équipement afin de limiter les surplus à vendre au fournisseur d'électricité ; ceci entraine en général une réduction de taille qui évite un appel excessif aux tarifs d'achat subventionnés ;
- en incitant le consommateur à maximiser la part de son autoconsommation en concentrant ses consommations sur les périodes de fonctionnement de son installation de production électrique, soit manuellement, soit automatiquement grâce à des systèmes intelligents, ou encore en s'équipant d'un système de stockage (batterie). Ceci apporte une contribution très appréciable à l'inconvénient majeur de la production photovoltaïque : son intermittence.

## Inconvénients
Le net metering appliqué globalement sur une période annuelle ou mensuelle permet au producteur de déduire sa production de sa consommation facturée, même si pendant une grande partie de la période cette production a été injectée sur le réseau faute de consommation ; le réseau a en quelque sorte servi de moyen de stockage gratuit pour le producteur, qui a pu soutirer du réseau l'électricité dont il avait besoin en dehors de ses périodes de production. Le fournisseur d'électricité perd donc la vente de cette électricité « autoconsommée en différé » et économise en contrepartie l'achat de la production autoconsommée ; comme le prix de vente est supérieur au tarif d'achat (sans quoi le producteur n'adopterait pas le net metering, comme en France par exemple), le fournisseur d'électricité perd des recettes.
De plus, les périodes de consommation peuvent être très décalées par rapport à celles de la production : dans le cas le plus extrême, on échange une consommation à l'heure de pointe du soir en semaine, à valeur maximale, contre une production en week-end de valeur minime, avec une perte très élevée pour le fournisseur d'électricité. Pour éviter ce problème, le Danemark a mis en place un net-metering horaire : la compensation entre consommation et production est effectuée heure par heure, elle se fait donc entre des kWh de même valeur économique. Cette formule nécessite des compteurs intelligents.
Le net metering réduit les ventes des fournisseurs d'électricité, donc la base taxable aux redevances du type de la CSPE destinées à financer le surcoût des énergies renouvelables, ce qui entraine une augmentation du montant de ces redevances pour les consommateurs non producteurs. Cet inconvénient est en partie compensé par la diminution des achats d'électricité photovoltaïque par le fournisseur d'électricité.
Par ailleurs, en incitant le consommateur à maximiser son autoconsommation, le net metering réduit l'énergie totale transitant sur le réseau sans pour autant réduire sa puissance maximale appelée ; de ce fait, il dégrade l'équilibre économique du gestionnaire de réseau qui doit maintenir, voire développer son réseau tout en recevant moins de recettes. C'est ce qui a amené plusieurs pays à faire payer des redevances de réseau sur l'autoconsommation.
Le net metering fait également perdre des recettes fiscales à l'État, en particulier la TVA sur les consommations d'électricité, ce qui a amené certains pays (Espagne) à taxer l'autoconsommation.
Enfin, dans les configurations à un seul compteur, il n'y a plus de mesure de la production brute ni de la consommation brute, ce qui appauvrit la connaissance statistique du système électrique ; le montant de la subvention implicite n'est pas non plus connu. Ce n'est possible que dans un système propriété du secteur public, comme dans le cas des utilities américaines.

## Terminologie
Les organismes internationaux utilisent le terme anglais « net metering », même dans les publications en français (ex.: EurObserv'ER). En France, en l'absence d'utilisation de ce système, aucune terminologie ne s'est imposée. Le terme qui apparait le plus souvent est « facturation nette », bien que la traduction littérale de « net metering » soit « comptage net ».
Les québécois parlent de mesurage net ou de facturation nette, les Belges de compensation.

## Histoire
La pratique du net metering est apparue aux États-Unis, à l'initiative des distributeurs d'électricité locaux (public utilities) au début des années 1980 : en Arizona en 1981, au Minnesota en 1983, etc ; en 1998, 22 États avaient déjà édicté des règlements établissant le net metering. Dans la plupart des cas, les distributeurs achètent la production nette excédentaire au coût évité.
Cette pratique de subvention à l'autoconsommation par le fournisseur d'électricité n'était concevable que dans le cas où le fournisseur d'électricité est un organisme public, comme les utilities américaines ; c'est pourquoi le net metering n'a pas pu se développer dans les pays où le fournisseur d'électricité était privé comme c'est généralement le cas en Europe. Il a fallu développer des systèmes d'indemnisation du fournisseur d'électricité tels que la CSPE en France ou l'EEG-Umlage en Allemagne pour que le net metering devienne envisageable.

## Systèmes existants

### États-Unis

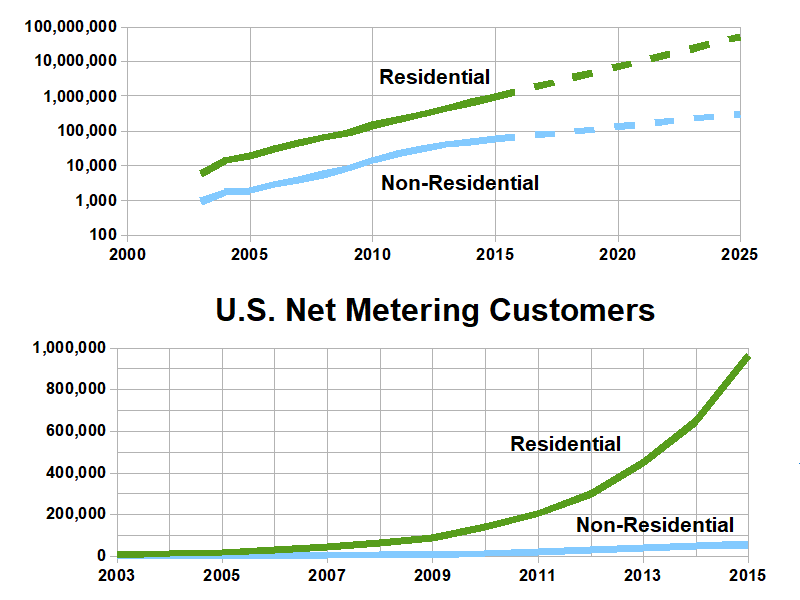
Croissance du Net metering aux États-Unis.

En 2013, 43 États ont adopté une politique de net metering, et 3 autres ne disposent de telles politiques qu'à l'initiative de certains distributeurs. Les puissances maximales fixées pour le net metering varient selon les états entre 25 kW et 80 000 kW ; les puissances maximales varient souvent selon les catégories d'utilisateurs. Seule la consommation nette est facturée.
|                          | nb compteurs | puissance (MW) | énergie revendue (GWh) |
| Total                    | 660 553      | 7 071          | 32 288                 |
| Particuliers             | 615 705      | 3 304          | 9 730                  |
| Commerces                | 42 589       | 3 124          | 19 115                 |
| Industrie                | 2 259        | 642            | 3 444                  |
| Photovoltaïque           | 654 292      | 6 759          | 27 290                 |
| dont Californie          | 328 395      | 2 630          | 1 425                  |
| Éolien                   | 5 064        | 140,5          | 4 147                  |
| Autres                   | 1 197        | 171,5          | 852                    |
| Source des données : EIA |              |                |                        |

Fin 2011, les consommateurs bénéficiant du net metering pour leur installation photovoltaïque étaient 219 000, avec une puissance totale de 2 873 MWc.

### Canada
Au Québec, Hydro-Québec offre depuis 2006 une option de mesurage net pour ses clients disposant d'équipements de production d'électricité à partir d'énergies renouvelables, avec une puissance maximale de 50 kW. La facture indique la quantité d’électricité fournie par Hydro-Québec et celle que le client a injectée dans le réseau. Si la production du client est supérieure à sa consommation, les surplus sont accumulés dans un compte de crédits (en kWh), qui seront déduits de la consommation nette indiquée sur les relevés suivants ; ces crédits ne peuvent être utilisés que sur 24 mois ; au-delà, ils sont annulés. Le client a donc intérêt à dimensionner son installation de façon que sa production annuelle ne dépasse pas sa consommation.

### Europe
État des lieux sur le net metering et l'autoconsommation en Europe en 2013 :
- Allemagne : l'autoconsommation est un facteur clé du marché 2013 (95 % des systèmes en service) ; depuis 2012, il n'y a plus de prime d'autoconsommation, le développement est tiré par le fait que le prix de détail de l'électricité est supérieur au tarif d'achat réglementé. La discussion sur le financement des opérateurs du réseau se poursuit à cause de leurs pertes de recettes.
- Italie : prime d'autoconsommation et tarif d'achat réglementé ont été abrogés en juin 2013. Difficulté pour relancer le marché avec l'unique programme de soutien encore en vigueur : « scambio sul posto » (système de facturation nette : net-billing), bien que le prix de détail élevé de l'électricité rende le scambio sul posto assez attractif ; besoin d'appui public pour communiquer sur ce système.
- Royaume-Uni : l'autoconsommation est permise ; avec le generation tariff (tarif de production pour tous les kWh produits) et l'export premium (tarif d'exportation pour les kWh injectés sur le réseau), le système de soutien est attractif comparé à ceux de l'Italie ou de l'Allemagne.
- Belgique : le net-metering est prévu par les réglementations pour les installations de puissance inférieure à 5 ou 10 kW (selon les régions) mais provoque des réactions des GRD (gestionnaires de réseau de distribution) qui réclament des dédommagements : la Flandre a mis en place, pour financer les GRD, des redevances d'accès au réseau fixes liées à la puissance installée et rétroactives, ce qui est injuste pour les systèmes existants et entrave la poursuite du développement ; des mesures similaires envisagées en Wallonie ont été jugées illégales[9]. Aussi, une redevance proportionnelle au prélèvement brut a été mis en place[10].
- Pays-Bas : combinaison de net-metering et de subventions. Pas encore de problème avec les GRD. Le plafond de production pour rémunération (5000 kWh) a été supprimé.
- Danemark : le gouvernement a mis fin en novembre 2012 au net-metering annuel pour les petites installations à cause des pertes de recettes fiscales qui en découlaient. Seul subsiste le net-metering horaire. Les GRD demandent une indemnisation pour leurs pertes de recettes.
- Espagne : l'autoconsommation a été autorisée en novembre 2011, mais il manque un cadre réglementaire ; le gouvernement a récemment proposé d'instituer une redevance pour garantie de fourniture qui affectera aussi la partie autoconsommée de l'électricité.

En Grèce, alors que le marché photovoltaïque s'est effondré en 2014, à la suite du gel des autorisations administratives pour les nouveaux systèmes photovoltaïques d'août 2012 à avril 2014, une nouvelle réglementation, décidée le 30 décembre 2014, devrait relancer le marché : il s'agit d'une extension du système de « net metering » destiné à faciliter l'autoconsommation, qui ne s'appliquait jusqu'ici qu'aux installations inférieures à 20 kWc pour les particuliers ; désormais il s'appliquera jusqu'à 500 kWc pour des applications commerciales avec une installation photovoltaïque produisant jusqu'à la moitié de la consommation électrique du site, ou pour des organisations à but non lucratif (administrations, hôpitaux, universités) jusqu'à 100 % de leur consommation.
Le projet « Promotion de l’énergie photovoltaïque à travers le net metering » (PV-NET), est cofinancé par le Fonds européen de développement (FEDER) au travers du programme de coopération transfrontalier MED. Il contribue aux objectifs stratégiques européens sur le changement climatique et l’énergie. Il a été approuvé selon les priorités de l’Axe 2 du programme « Protection de l’environnement et promotion du développement durable des territoires ». Il vise à développer une meilleure politique énergétique pour la promotion des énergies renouvelables en Méditerranée, en recherchant l’utilisation la meilleure et la plus économiquement efficace du photovoltaïque, à travers la mise en place intelligente du « net metering » pour développer l'autoconsommation. Des installations PV pilotes avec net metering seront réalisées à Chypre, en Slovénie et au Portugal sur différents types de bâtiments (résidentiel, commercial, industriel, etc.) pour étudier les modèles économiques de l’énergie dans chaque région afin de définir le meilleur modèle de net metering.

## Pays sans net metering

### Allemagne
Sans net metering, l'autoconsommation de la production photovoltaïque est estimée à 2 à 3 TWh en 2013 et pourrait atteindre 6 à 8 TWh en 2017. En 2011, 69 % des installations photovoltaïques de moins de 10 kWc autoconsommaient une partie de leur production, partie qui atteignait en moyenne 27 % ; l'estimation pour 2014 était de 95 % des installations ; parmi les installations entre 40 kWc et 1 000 kWc, 15 % autoconsommaient une part moyenne de 41 % de leur production, et la prévision pour 2014 était de 70 % des installations. L'autoconsommation est fortement encouragée : un bonus à l'autoconsommation a été mis en place en 2009 ; en janvier 2011, il était de 12,36 c€/kWh pour une autoconsommation inférieure à 30 % et de 16,74 c€/kWh au-delà. Ce bonus a été supprimé en avril 2012, date à laquelle la parité réseau a été atteinte pour les petites installations. À partir du 1er janvier 2014, la loi a limité à 90 % la part de la production qui est rachetée au tarif d'achat réglementé pour les installations entre 10 kWc et 1 000 kWc ; le producteur doit donc autoconsommer les 10 % restants ou les revendre à un tiers. Avec les tarifs en vigueur en 2013, un ménage moyen équipé de 4 kWc de photovoltaïque et autoconsommant 30 % de sa production peut réduire sa facture d'électricité de 20 %. Afin de maximiser ce gain, les producteurs vont avoir tendance à diminuer la taille de leurs installations afin de réduire les surplus vendus au réseau, et à s'équiper de systèmes de consommation intelligente et de systèmes de stockage ; en avril 2013 a été lancé un programme de financement de systèmes de stockage pour les petites installations photovoltaïques, doté de 50 millions d'euros par an ; la subvention sera de 660 €/kW. Les grandes installations en toiture de centres commerciaux ou de bâtiments industriels atteignent fréquemment des taux d'autoconsommation supérieurs à 80 %.

### France
En France, la pratique générale consiste à vendre toute la production au réseau et à alimenter toute la consommation à partir du réseau ; l'installation comprend alors deux compteurs, l'un mesurant la production et l'autre la consommation ; ces deux compteurs sont installés sur deux branches électriques séparées, chacune équipée d'un disjoncteur. Il existe cependant une option d'autoconsommation partielle dans laquelle seul le surplus de production instantané est considéré comme injecté au réseau ; le compteur de production comptabilise cette injection nette et le compteur de consommation comptabilise l'électricité soutirée du réseau pour la consommation ; ces deux compteurs sont installés sur la même branche ; il s'agit en fait d'une solution de net metering, mais elle est très peu utilisée car le tarif d'achat est supérieur au tarif de vente. Il existe aussi une option d'autoconsommation totale, dans laquelle la production n'est pas mesurée : lorsqu'elle dépasse la consommation, elle est injectée gratuitement sur le réseau ; mais cette option permet d'économiser les frais de raccordement.